# شهرستان سالسکی
شهرستان سالسکی (به لاتین: Salsky District) یک شهرستان در روسیه است که در استان روستوف واقع شده‌است.